# Aleksandr Nikitin (polityk)
Aleksandr Jefimowicz Nikitin (ros. Александр Ефимович Никитин, ur. 1901 we wsi Klemientjewo w guberni iwanowskiej, zm. 28 lipca 1941 w Kommunarce) – radziecki działacz partyjny i dziennikarz.

## Życiorys
Miał wykształcenie podstawowe. Należał do RKP(b)/WKP(b), w lipcu 1937 został redaktorem naczelnym gazety Komsomolskaja prawda. Od listopada 1937 do 2 stycznia 1938 był zastępcą kierownika, a od 2 stycznia do 21 listopada 1938 kierownikiem Wydziału Prasy i Wydawnictw KC WKP(b), jednocześnie w 1938 wchodził w skład kolegium redakcyjnego gazety Prawda. Był także redaktorem tygodnika Ogoniok. 3 września 1939 został aresztowany, 11 lipca 1941 skazany na śmierć przez Wojskowe Kolegium Sądu Najwyższego ZSRR pod zarzutem udziału w kontrrewolucyjnej organizacji terrorystycznej i następnie rozstrzelany. 7 stycznia 1956 pośmiertnie go zrehabilitowano.